# Tales of a Librarian
Tales of a Librarian (pełny tytuł: A Tori Amos Collection: Tales of a Librarian) – pierwsza kompilacja największych przebojów amerykańskiej piosenkarki i kompozytorki, Tori Amos, wydana przez jej byłą wytwórnię – Atlantic Records. Album ukazał się 17 listopada 2003 w Wielkiej Brytanii, a dzień później w Stanach Zjednoczonych. Został wydany w dwóch wersjach: zestaw CD/DVD i sama płyta CD.
Po odejściu z Atlantic Records w 2001 roku Amos nadal była winna wytwórni zagwarantowany kontraktem album największych przebojów, który mógł zostać zestawiony nawet bez jej udziału. Amos postanowiła jednak przyjąć centralną rolę w produkcji albumu, przekształcając go w swoją „dźwiękową autobiografię”. Wiele utworów zostało zremasterowanych, kilku nadano pierwotnie zamierzone brzmienie, którego nie osiągnęły na oryginalnych albumach. Płyta zawiera także dwie nagrane od nowa piosenki znane wcześniej ze stron B singli („Mary” i „Sweet Dreams”) oraz dwa premierowe nagrania („Angels” i „Snow Cherries from France”).
Dodatkowa płyta DVD zawiera trzy klipy wideo z piosenkami zarejestrowanymi 4 września 2003 na próbie do ostatniego koncertu trasy On Scarlet’s Walk (cały zarejestrowany koncert wydano później jako Welcome to Sunny Florida), dwie ścieżki audio w formacie 5.1 oraz galerię zdjęć.

## Lista utworów

### CD
(wszystkie piosenki autorstwa Tori Amos)
1. „Precious Things” – 4:29
2. „Angels” – 4:27
3. „Silent All These Years” – 4:10
4. „Cornflake Girl” – 5:05
5. „Mary” – 4:42
6. „God” – 3:54
7. „Winter” – 5:43
8. „Spark” – 4:13
9. „Way Down” – 1:50
10. „Professional Widow” (Star Trunk Funkin' Mix) – 3:48
11. „Mr. Zebra” – 1:05
12. „Crucify” – 5:00
13. „Me and a Gun” – 3:43
14. „Bliss” – 3:35
15. „Playboy Mommy” – 4:06
16. „Baker Baker” – 3:12
17. „Tear in Your Hand” – 4:38
18. „Sweet Dreams” – 3:39
19. „Jackie's Strength” – 4:25
20. „Snow Cherries from France” – 2:56

### DVD

#### Live Video Tracks
1. „Pretty Good Year”
2. „Honey”
3. „Northern Lad"

#### Remixed 5.1 Audio tracks
1. „Mr. Zebra” (wersja instrumentalna)
2. „Putting the Damage On” (wersja instrumentalna)

## Single
1. „Mary” – październik 2003, singel radiowy
2. „Angels” – grudzień 2003, singel radiowy

## Wideografia
- „Mary” – 2003, kompilacja poprzednich klipów